# Clara Bindi
Clara Bindi (* 1. November 1927 in Neapel) ist eine italienische Schauspielerin.

## Leben
Bindi arbeitete zeitlebens in erster Linie für das heimatliche Dialekttheater und auf Revuebühnen. Die temperamentvolle Darstellerin debütierte in jungen Jahren im Ensemble um Eduardo De Filippo, mit dem sie auch später zusammenarbeitete. Ein weiterer Kollege, mit dem sie oft und perfekt harmonierte, war Aldo Bufi Landi, mit dem sie auch bis zu dessen Tod verheiratet war. In vielen für das Fernsehen aufgezeichneten Komödien war sie in den 1950er Jahren zu sehen, wie sie auch ab 1948 eine fünfzig Jahre währende, unstete Filmkarriere vorweisen kann. Dabei blieb die bei schlanker Figur gutaussehende und wortgewaltige Darstellerin auf Nebenrollen beschränkt und entwickelte sich mit den Jahren hin zu Mutter- und Großmutter-Rollen. Auch als Synchronsprecherin war Bindi tätig.

## Filmografie (Auswahl)
- 1948: Assunta Spina
- 1948: Die Maschine, die die Bösen tötet (La macchina ammazzacattivi)
- 1959: Der Sohn des roten Korsaren (La scimitarra del Saraceno)
- 1960: Die Stunde, wenn Dracula kommt (La maschera del demonio)
- 1968: Faustina (Faustina)
- 1976: Politess im Sitten-Stress (La poliziotta fa carriera)
- 1984: Arrapaho
- 2009: Villa Amalia
- 2011: Questi fantasmi (Fernsehfilm)